# 下遠野邦忠
下遠野 邦忠（しもとおの くにただ、1944年 - ） は、日本の分子生物学者、ウイルス学者。京都大学名誉教授。

## 人物・経歴
福島県植田町（現：いわき市植田町）生まれ。1962年福島県立磐城高等学校卒業。1967年東北大学理学部化学科卒業。1969年東北大学大学院理学研究科修士課程修了。1973年北海道大学大学院薬学研究科博士課程修了、薬学博士。国立遺伝学研究所分子遺伝部で三浦謹一郎の下研究員を務め、ウィスコンシン大学MacArdle癌研究所に留学し、ハワード・マーティン・テミンの下で研究に従事。1985年国立がんセンター研究所ウィルス部長。1996年京都大学ウイルス研究所がんウイルス研究部門教授。2002年京都大学ウイルス研究所所長。2006年退任、京都大学名誉教授、慶應義塾大学医学部教授。2007年千葉工業大学附属研究所教授。2011年国立国際医療研究センター肝炎免疫研究センター特任部長。

## 受賞
- 1985年 日本遺伝学会奨励賞[1]
- 1997年 野口英世記念医学賞[1]
- 2006年 日本癌学会吉田富三賞[1]
- 2016年 高松宮妃癌研究基金学術賞[4]
- 2016年 福島県県外在住功労者[5]